# Muqaddima
La Muqaddima di Ibn Khaldoun (in arabo المقدمة‎?), o al-Muqaddima (Introduzione alla storia universale), è un libro scritto nel 1377 dallo storico di Ifriqiya Ibn Khaldun, considerato un testo fondamentale per la cultura islamica, in quanto si occupa della concezione islamica della storia universale, con un approccio di tipo sociologico.

## Originalità dell'opera
Viene ricordato come un libro attento alle dinamiche demografiche ed economiche.. 
Il lavoro tratta di teologia, di scienze naturali, di biologia e di chimica e Ibn Khaldun la scrisse come prefazione al suo ampio lavoro di storia universale, il Kitāb al-ʿibar (Libro degli esempi), in arabo كتاب العبر ‎?), ma già nel corso della sua stessa vita la Muqaddima fu considerata un lavoro a sé stante.
Secondo G. Marçais la Muqaddima è «una delle opere di maggior sostanza e interesse che siano mai state prodotte dal genio umano»..

## Sommario dell'opera
Il sommario analtico dei capitoli della Muqaddima si struttura nel seguente modo:

### Introduzione
- - La Storia come scienza, definizione del suo oggetto
  - Esposizione dei principi dell'intellegibilità storica
  - Metodologia della storiografia critica
- Prima sezione: Della civiltà in generale.
  - Scienza della civiltà (ʿumrān), teoria della sociabilità naturale
  - Determinazione dell'ambiente e sua incidenza culturale, geografia fisica e geografia umana
  - Considerazioni psico-sociologiche ed etnologiche: profetismo, arti divinatorie
- Seconda Sezione: Della civiltà tra i nomadi e i popoli semi-selvaggi, e quanti tra loro sono organizzati in tribù.
  - Elementi di una etnologia generale
  - Studio dei due tipi di raggruppamenti umani: dal beduinismo all'urbanizzazione, esposizione della psicologia comparata, movimento dialettico d'una cultura
  - Geopolitica: concetto di ʿaṣabiyya (coesione e solidarietà), fondamenti d'una dinamica sociopolitica
- Terza Sezione: Sulle dinastie, la monarchia, il califfato e l'ordine delle dignità nel Sultanato.
  - Stabilimento ed esercizio del potere (mulk) e dell'autorità spirituale (khilāfa)
  - Dinamica delle dinastie, teoria delle istituzioni
- Quarta Sezione: Sui villaggi, le città e altri luoghi in cui si trovano popolazioni sedentarie.
  - Fenomeno urbano
  - Organizzazione della città politica
  - Economia urbana
  - Tipologia del cittadino